# Centrotoclytus carinatus
Centrotoclytus carinatus är en skalbaggsart som beskrevs av Charles Joseph Gahan 1906. Centrotoclytus carinatus ingår i släktet Centrotoclytus och familjen långhorningar.
Artens utbredningsområde är Laos. Inga underarter finns listade.